# HQ-22 (ミサイル)
紅旗22（こうき22、繁体字: 紅旗-22; 簡体字: 红旗-22; 拼音: Hóng Qí-22、輸出名: FK-3）は、中華人民共和国で開発・製造された中距離から長距離のセミアクティブ・レーダー・ホーミング/指令誘導方式の防空システムである。（NATOコードネーム：CH-SA-20）

## 概要
HQ-22防空システムは、HQ-12ミサイルの第2世代発展型である。HQ-2の低コストな代替品として意図されている。
このミサイルは、先行するHQ-12と比較して「翼がない」。コストを削減するためにセミアクティブ・レーダー誘導を使用しており、「強力な電子的妨害」がある環境では指令誘導に切り替えることができる。
HQ-22の1ユニットには、4基から8基の輸送起立発射機が含まれ、それぞれに4発のミサイルが搭載されている。レーダー車両は、伝えられるところによれば、同時に6つの目標と交戦することが可能である。
このミサイルシステムは、アメリカ合衆国のMIM-104 パトリオットやロシアの移動式長距離地対空ミサイルシステムであるS-300と広く比較されている。S-300PMU-2のようなS-300の派生型よりも射程は短いが、優れた電子対抗手段（ECM）と、短距離でのステルス目標に対する優れた能力を持つと考えられている。

## 経緯
HQ-22は2016年の中国国際航空宇宙博覧会で初めて公開された。
HQ-22は2019年までに中国人民解放軍空軍（PLAAF）で運用が開始された。
セルビアは2019年に輸出型であるFK-3を購入し、PLAAFのY-20輸送機によって納入され、2022年4月に運用を開始した。これは中国製の中距離または長距離防空システムとして初めてヨーロッパに輸出された事例となった。
2021年4月、インドは中国が東ラダック付近にHQ-22を配備したと報告した。

## 派生型
HQ-22
中国国内向けの派生型で、速度マッハ6、射程170キロメートル (110 mi)。
FK-3
輸出向けの派生型で、速度マッハ6、最大射程100キロメートル (62 mi)。

## 運用国
中国

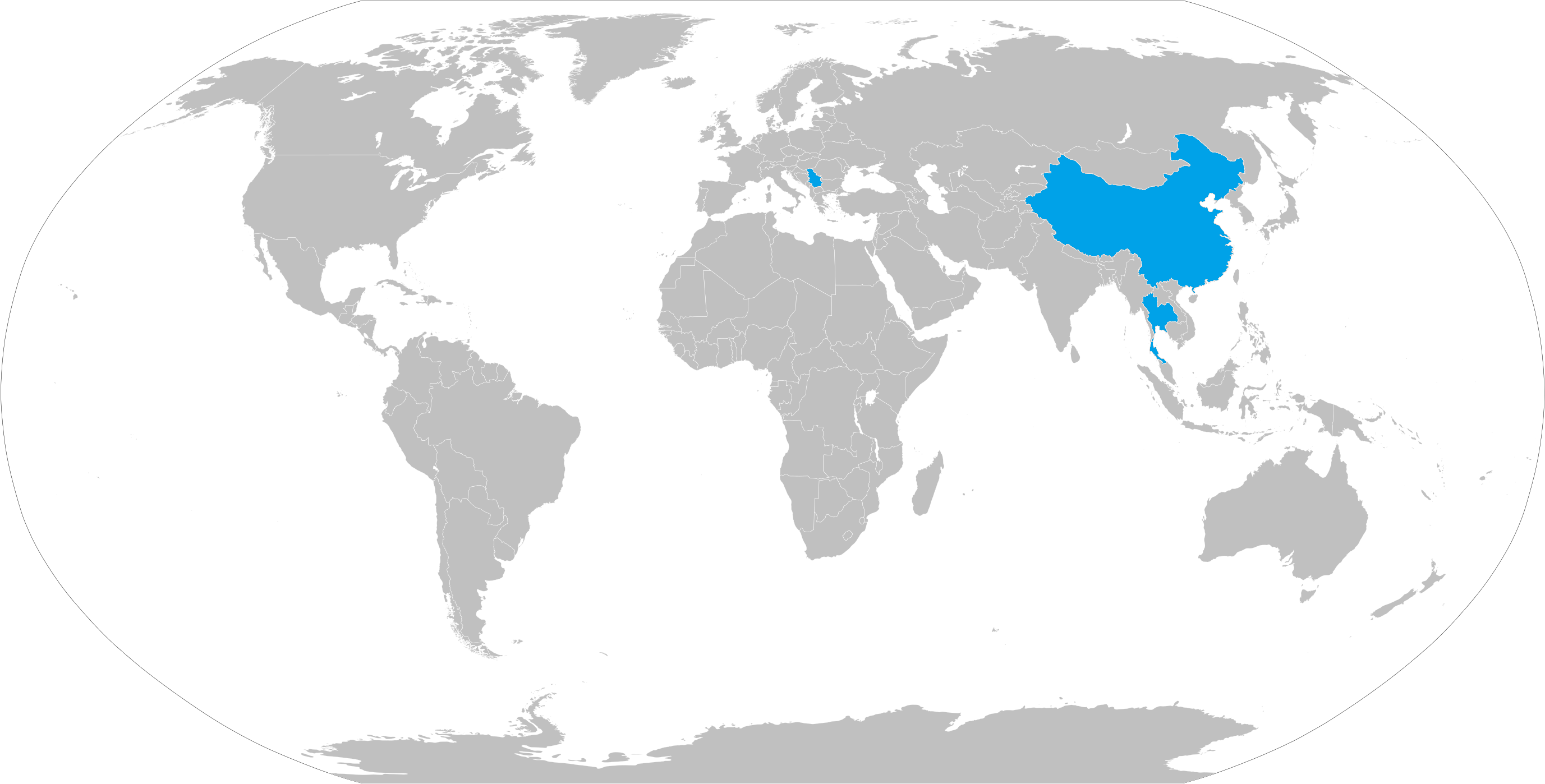
現在の運用国

- 中国人民解放軍空軍 - HQ-22 130基以上[9]

 セルビア
- セルビア空軍及び防空軍 - FK-3 4個中隊[10]

 タイ
- 航空沿岸防衛コマンド（英語版） - FK-3 3個中隊[11]